# EUCIP

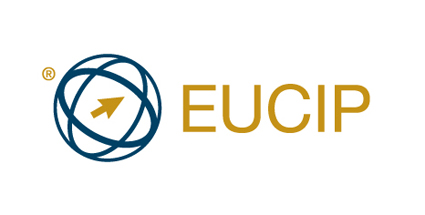
Logo EUCIP

EUCIP Europejski Certyfikat Zawodu Informatyka (ang. European Certification of Informatics Professionals) – program certyfikowania z zakresu informatyki, zawierającym wiele różnych, wyspecjalizowanych modułów kompetencyjnych. 
Przystąpić do takich egzaminów mogą studenci, specjaliści z branży IT oraz innych sektorów, w celu uzyskania certyfikatu potwierdzającego ich umiejętności z zakresu informatyki. Wymogiem przystąpienia do programu certyfikacji, nie jest posiadanie żadnego konkretnego stopnia naukowego. Najważniejszą cechą Certyfikatu EUCIP jest jego niezależność od konkretnych metod, rozwiązań i oprogramowania. Program Certyfikacji EUCIP dzieli się na trzy główne poziomy:  EUCIP Core, EUCIP Professional, EUCIP IT Administrator.
Certyfikacja EUCIP jest prowadzona w Polsce przez Polskie Towarzystwo Informatyczne.